# Heribert Hirt
Heribert Hirt (* 6. Januar 1956 im Iran) ist ein österreichischer Botaniker und Biochemiker.
Hirt, der Sohn eines Ingenieurs, der beruflich viel reiste, studierte ab 1976 Biochemie an der Universität Kapstadt mit dem Bachelor-Abschluss 1978 und an der Universität Wien mit dem Master-Abschluss 1983 und der Promotion 1987. Als Post-Doktorand war er an der Universität Wien, an der Universität Oxford und der Universität Wageningen. Ab 1993 war er als Gruppenleiter an der Universität Wien, habilitierte sich 1994 und wurde 1997 außerordentlicher Professor für Genetik. Außerdem war er dort Vizedirektor des Gregor Mendel Instituts für Molekularbiologie von Pflanzen und später Leiter der Abteilung Molekularbiologie von Pflanzen. 2007 wurde er Direktor des Instituts für Pflanzengenomik von INRA und CNRS in Paris. Er ist seit 2014 Professor an der King Abdullah University of Science and Technology am Center for Desert Agriculture.
Er befasst sich mit molekularer Kommunikation und Signalwegen zwischen Mikroorganismen und Pflanzen und Reaktionen von Pflanzen auf Stress.
2001 erhielt er den Wittgenstein-Preis.

## Schriften (Auswahl)
- mit C. Jonak, L. Ökresz, L. Bögre: Complexity, cross talk and integration of plant MAP kinase signalling, Current Opinion in Plant Biology, Band 5, 2002, S. 415–424
- mit K. Apel: Reactive oxygen species: metabolism, oxidative stress, and signaling transduction, Annual Review of Plant Biology, Band 55, 2004, S. 373
- mit M. Teige u. a.: The MKK2 pathway mediates cold and salt stress signaling in Arabidopsis Molecular Cell, Band 15, 2004, S. 141–152
- mit H. Nakagami, A. Pitzschke: Emerging MAP kinase pathways in plant stress signalling, Trends in Plant Science, Band 10, 2005, S. 339–346
- mit A. Djamei u. a.: Trojan horse strategy in Agrobacterium transformation by abusing MAPK defence signalling, Science, Band 318, 2007, S. 453–456.
- mit J. Colcombet: Arabidopsis MAPKs: a complex signalling network involved in multiple biological processes, Biochemical Journal, Band 413, 2008, S. 217–226
- mit A. Pitzschke, A. Djamei, M. Teige:  VIP1 response elements mediate mitogen-activated protein kinase 3-induced stress gene expression, Proc. Natl. Acad. Sci. USA, Band 106, 2009, S. 18414–18419.
- mit A.Pitzschke: New insights into an old story: Agrobacterium-induced tumour formation in plants by plant transformation,  EMBO J., Band 29, 2010, S. 1021–1032.
- mit D. Pflieger, F. Gonnet S. van Bentem, A. de la Fuente: Linking the proteins – elucidation of proteome-scale networks using mass spectrometry, Mass Spectr. Rev., Band 30, 2011, S. 268–297.
- mit J. L. Montillet u. a.: Identification of an ABA-independent oxylipin pathway that controls stomatal closure and immune defense in Arabidopsis. PLoS Biol., Band 11, 2013, e1001513.